# Jonathan Beckwith
Jonathan Roger Beckwith (* 25. Dezember 1935 in Cambridge, Massachusetts) ist ein US-amerikanischer Biochemiker, Mikrobiologe und Genetiker. 1969 gelang ihm als erstem die Isolierung eines einzelnen Gens aus einem Bakterium (Escherichia coli). Das Labor von Jon Beckwith am Institut für Mikrobiologie und molekulare Genetik der Harvard Medical School in Boston / USA forschte auch danach noch an diesen Bakterien, und zwar vorwiegend über Membranproteine, u. a. über deren Rolle bei der Zellteilung.

## Werdegang
Nach Abschluss der High School in Newton, Massachusetts, (1953) studierte Jon Beckwith Chemie an der Harvard-Universität und bestand dort 1961 auch die Prüfung zu seiner Doktorarbeit im Fach Biochemie. Durch ein Stipendium des US-amerikanischen Bundesgesundheitsamtes (National Institutes of Health,  NIH) kam er danach u. a. nach Princeton (New Jersey), London, Cambridge (England) sowie ans Pariser Institut Pasteur.
1965 kehrte Beckwith zurück nach Harvard, ins Institut für Bakteriologie und Immunologie der Harvard Medical School, wo er die akademische Stufenleiter rasch aufstieg und 1969 zum Professor berufen wurde. Ihm wurde 1980 die Forschungsprofessur der US-amerikanischen Krebs-Gesellschaft zugesprochen und 1984 die Mitgliedschaft der National Academy of Sciences und 1986 der American Academy of Arts and Sciences. Seit 1985 ist er Fellow der American Association for the Advancement of Science.
Nach vielen anderen Auszeichnungen und Ehrenmitgliedschaften erhielt Jon Beckwith 1993 die Genetics Society of America Medal. Ihm wurde 2005 für sein Lebenswerk der „Abbott Lifetime Achievement Award“ der US-amerikanischen Gesellschaft für Mikrobiologie zuerkannt. 2009 erhielt er den Selman A. Waksman Award in Microbiology der National Academy of Sciences. Seine korrekte Dienstbezeichnung lautet: Cancer Society Research Professor of Microbiology and Molecular Genetics at Harvard Medical School.

## Wissenschaftliches und gesellschaftliches Engagement
Jon Beckwith unterrichtet Genetik und forscht auf dem Gebiet der Genetik von Bakterien, u. a. über Genexpression, Proteinbiosynthese und den Transport von Proteinen durch Zellmembranen, ferner über den Bau von Zellmembranen sowie deren Umgestaltung bei der Zellteilung.
Seit 1969 engagierte er sich zudem in öffentlichen Debatten über die sozialen Folgen der Genetik, so in der Gruppe „Science for the People“ und der „Genetic Screening Study Group“. Dieser lockere Zusammenschluss von Harvard-Forschern kritisiert u. a. den auf die Gene verengten Blickwinkel vieler Soziobiologen sowie den Hang vieler Genforscher zum genetischen Determinismus, der sich zum Beispiel in Studien über angebliche „Gene für kriminelles Verhalten“ zeige oder in der Behauptung, Männer seien aufgrund ihrer Gene auf dem Gebiet der Mathematik den Frauen überlegen.
Jon Beckwith gehört ferner zu jenen Forschern, die sich speziell mit den ethischen Konsequenzen des Human Genom Projects befassen und wiederholt vor einer genetischen Diskriminierung warnten, die sich ergeben könne, wenn Informationen aus Gentests zum Beispiel von Krankenversicherungen zum Nachteil der Versicherten genutzt würden.

## Belege
1. ↑  Jon Beckwith: Biography. (Memento vom 12. Juni 2012 im Internet Archive): Im Original publiziert auf americanscientist.org.
2. ↑  Fellows der AAAS: Jonathan Beckwith. (Memento vom 6. Februar 2018 im Internet Archive) Im Original publiziert auf dem Server der American Association for the Advancement of Science, Stand: 24. Februar 2017.
3. ↑  Selman A. Waksman Award in Microbiology. Auf: nasonline.org, zuletzt abgerufen am 3. Mai 2022.

| Personendaten    | Personendaten                                             |
| ---------------- | --------------------------------------------------------- |
| NAME             | Beckwith, Jonathan                                        |
| ALTERNATIVNAMEN  | Beckwith, Jonathan Roger                                  |
| KURZBESCHREIBUNG | US-amerikanischer Biochemiker, Mikrobiologe und Genetiker |
| GEBURTSDATUM     | 25. Dezember 1935                                         |
| GEBURTSORT       | Cambridge (Massachusetts)                                 |